# 藤石松
藤石松（学名：Lycopodiastrum casuarinoides）为石松科藤石松属下的一个种。